# Sottorf (Rosengarten)
Sottorf (plattdeutsch Sottörp) ist Teil der niedersächsischen Gemeinde Rosengarten südlich von Hamburg. Mit etwa 525 Einwohnern (Stand Frühjahr 2004) ist Sottorf zweitkleinster Ort der Gemeinde (nach Iddensen).

## Geschichte
Am 1. Juli 1972 wurde Sottorf in die Gemeinde Nenndorf eingegliedert. Der Name dieser Gemeinde wurde am 18. Juli 1973 amtlich in Rosengarten geändert.

### Erdöl
Von 1937 bis 1944 wurden 5.177 Tonnen dickflüssiges Erdöl aus 368 Meter Tiefe gefördert. Ursprünglich war man auf der Suche nach einer geeigneten Bohrstelle für einen Brunnen und stieß dabei auf das Erdöl.
Seit 1968 lagert hier ein Teil der strategischen Ölreserve. Die neun Kavernen der Nord West Kavernengesellschaft mbH sind heute nur noch zu einem kleinen Teil gefüllt und beherbergen 25.000 m3 Erdöl und Erdölprodukte.

## Politik

### Ortsbürgermeister
Ortsbürgermeister ist Maximilian Leroux (CDU). Stellvertretender Ortsbürgermeister ist Andreas Renck (CDU).

### Ortsrat
Der Ortsrat, der Sottorf vertritt, setzt sich aus neun Mitgliedern zusammen. Die Ratsmitglieder werden durch eine Kommunalwahl für jeweils fünf Jahre gewählt.
Bei den vergangenen Ortsratswahlen ergaben sich die folgenden Sitzverteilungen:
| Wahljahr | CDU | SPD | Grüne | Gesamt  |
| 2021     | 5   | 3   | 1     | 9 Sitze |
| 2016     | 6   | 3   | -     | 9 Sitze |

## Veranstaltungen
- Faslam: erstes Wochenende im Februar
- Osterfeuer: Ostersonntag auf dem Grassol
- Dorffest am Muuloap:  zweites Wochenende im Juni

## Vereine
Die Sottorfer Dorfjugend ist ein Zusammenschluss von unverheirateten Jugendlichen und jungen Erwachsenen aus Sottorf und Vahrendorf-Siedlung. Sie organisiert das Faslamsfest und das Osterfeuer, hilft bei Dorfveranstaltungen und Hochzeiten und verteilt am Pfingstsamstag die traditionellen „Maibüsche“. Entgegen der ursprünglichen Tradition, dass der Dorfjugend nur unverheiratete Männer angehören (siehe Dorfjugend), sind in Sottorf und vielen der anderen umliegenden Dörfern auch Mädchen und Frauen zugelassen. Der Eintritt in die Dorfjugend erfolgt in der Regel nach der Konfirmation.

## Verkehr
Sottorf ist aus Richtung Hamburg und der  Bundesautobahn 7 an der Anschlussstelle Hamburg-Marmstorf sowie dem Nachbardorf Vahrendorf über die Kreisstraße 26 zu erreichen. Diese führt weiter bis Leversen, von wo aus die Bundesautobahn 261 an der Anschlussstelle Tötensen erreichbar ist.   An den Haltestellen Spritzenhaus und Brandheide besteht alle zwei Stunden je eine Verbindung zum Bahnhof Hamburg-Harburg und zum Bahnhof Klecken. Diese wird mit der Linie 4244 des Hamburger Verkehrsverbund  erbracht. An Schultagen werden auch die im Ort gelegenen Haltestellen bedient. Es gibt Verbindungen nach Vahrendorf, Ehestorf, Nenndorf, Buchholz i.d.N. und Hittfeld.  Radfernweg Hamburg–Bremen führt von Vahrendorf durch Sottorf und den Rosengarten weiter nach Bachheide.